# 給電指令所
給電指令所（きゅうでんしれいしょ）とは、需要家に適切な電力を供給するため、電力系統の運用を行う組織である。

## 概要
給電指令所は、階層組織となっている。
電力広域的運営推進機関の広域運用センターが、全ての一般送配電事業者の中央給電指令所と同等の情報を把握し全国的な監視・指示を行う。
一般送配電事業者・電源開発の中央給電指令所が管轄の電力系統を監視し、指令を行う。
基幹系給電所は、基幹系統の運用を行うとともに、中央給電指令所の機能を代行することも可能となっている。
給電制御所は、2次送電系統・配電変電所の監視・制御を行う。

## 中央給電指令所システム
中央給電指令所システムは、次の機能を持つ。
- 負荷周波数制御 : 周波数を一定とするため、地域要求量を演算し、地域内の発電設備に出力の指令を行う。
- 経済負荷配分制御 : 燃料費を低くするため、増分燃料費が等しくなるように発電機に負荷配分を行う。

オンライン接続可能な制御最大数を拡大し、参入事業者の増加に対応することとなった。
制御方式・制御周期等を統一し、供給予備力の広域運用を可能とすることが検討されている。